# ズリテン
ズリテン（Zliten）は、リビアの都市。人口は約23.1万人。地中海に面し、シドラ湾の西部に位置する。トリポリタニアに属し、2007年まではズリテン県の県都であった。現在はミスラタ県に属する。ズリテンは首都トリポリから160km東に位置し、フムスからは40km、レプティス・マグナからは35km東に、ミスラタからは40km西に位置する。
ズリテンの名は、Nafzawaベルベル人の一部族であるIsliten族に由来する。この部族はチュニジアとリビアに居住するが、かつてはモロッコにまで勢力を広げていた。16世紀のレオ・アフリカヌスの記録では、この部族はリビア西部に居住していたとされる。
ズリテンは16世紀に生きた聖者であるSidi Abd As-Salam Al－Asmarが生まれた地であり、彼を記念して立てられた同名のモスクには多くの巡礼者がおとずれる。ズリテンにはリビアでもっとも有名なイスラム大学であるアル・アスマリーヤ・イスラム大学がある。この大学には政治経済学部、教育学部、教養学部、歯学部の4学部がある。
ズリテンはオリーブやナツメヤシ、オレンジの栽培で知られ、海岸沿いにはこれらの果樹の並木がある。とくにナツメヤシは有名で、デーツから作られるタルブニと呼ばれるジュースはこの街の名物である。また、ズリテンには金融機関やホテルなどもそろっている。1980年には近郊にアラブセメント会社のセメント工場が建設され、この街の主要産業のひとつとなった。2001年、リビア政府は大規模な合弁プロジェクトを提案したが、そのなかには1.69億ドルのズリテンセメント工場拡張案も含まれていた。
2011年リビア内戦において、ズリテンはカダフィ派と反政府派の激戦区のひとつとなった。西のミスラタが反乱当初より反政府派の姿勢を明確にしており、ミスラタ反政府軍が首都トリポリへと侵攻するルート上に位置したためである。2011年6月には反政府派の蜂起（ズリテン蜂起）が起きたものの、駐屯地の軍によって鎮圧されている。7月にはミスラタ前線の政府側最前線となったが、8月19日には最終的に反政府軍の攻勢によってズリテンは反政府側が制圧することとなった
。